# ラム・シュリラム
ラム・シュリラム(Kavitark Ram Shriram、1956/57～)はインド出身のアメリカのビジネスマン。グーグルの創業メンバーかつ最初の投資家の一人でもある。彼は早期にAmazonの役員としてベゾスの下で働いた。シュリラムはAmazonがシュリラムが社長だったオンライン価格比較ショッピング会社のジャングリーを買収した1998年8月にアマゾンに入社した。ジャングリーとAmazon以前はシュリラムはネットスケープの経営チームの一員だった。

## 若齢期
シュリラムはマドラス大学とロヨラ大学で学位を得ている。

## 経歴
彼はグーグルと24/7 Customerの創設メンバーである。シュリラムはまたグローバル広告ネットワークの「InMobi」や「Campanja 」過去には「mKhoj」にも投資していた。シュリラムはグーグルや「ペーパレス・ポスト」「Yubico」 と「Zazzle」の取締役を務めた。彼はグーグル株340万株分を取得していたが 2007年9月時点では170万株分に減少している。
シュリラムは 2000年1月に有望で破壊的な新規技術に投資するベンチャーキャピタル会社「Sherpalo」を始めた。

## 私生活
シュリラムは結婚しており、二人の娘がいる。